# Прапори Єлизавети ІІ

Багато прапорів, які використовує королева Єлизавета II, у країнах, де вона є головою держави, мають знак її особистого прапора, який дещо відрізняється від її королівської монограми.

Королева Єлизавета II мала різноманітні прапори, які представляли її особисто та як главу держави 16 незалежних держав у всьому світі. Зазвичай їх використовують на будь-яких будівлях, кораблях, автомобілях або літаках, де вона присутня.
Ці геральдичні прапори, як правило, є гербом нації у формі банерів.

## Принцеса Єлизавета і герцогиня Единбурзька
Особистим штандартом принцеси Єлизавети до її вступу на посаду королеви був її герб у формі банера. Він складався з чотирьох чвертей, що складалися з трьох левів Англії, здиблених левів Шотландії та гельської арфи Ірландії. Щоб відрізнити герб принцеси Єлизавети від короля, він відрізнявся білим турнірним коміром у три кінця, центральна стрічка з трояндою Тюдорів, а перша і третя - хрестом Святого Юрія.

1944–1952
Шотландська версія

## Об'єднане Королівство
Після смерті батька принцеса Єлизавета стала королевою Єлизаветою II і тому прийняла Королівський штандарт. Цей прапор використовується для представлення королеви не лише у Великій Британії, але й за кордоном, коли вона здійснює державні візити. Це королівський герб у вигляді прапора недиференційований.

За межами Шотландії
Шотландія

## Персональний прапор

Особистий прапор королеви Єлизавети II

Королівське господарство може вивісити особистий прапор королеви Єлизавети II на будь-якій будівлі, кораблі, машині чи літаку, в якому вона перебуває або подорожує.  Це часто представляє Її Величність у її ролі глави Співдружності або як монарха королівства Співдружності, в якому вона не має унікального прапора. Цей прапор, розроблений у геральдичному коледжі 1960 року, вперше був використаний наступного року для візиту королеви до Індії.
На прапорі стоїть коронована золота буква Е, оточена гірляндою із золотих троянд на синьому фоні із золотою бахромою. Корона є символом звання та гідності королеви, тоді як троянди символізують 53 країни Співдружності. (Емблема "коронованної Е" також з'являється в особистих прапорах королеви Австралії, Барбадосу, Ямайки, Канади та Нової Зеландії).
Прапор був створений на прохання королеви в грудні 1960 року, щоб символізувати її як особистість, не пов'язану з її роллю суверена будь-якої конкретної країни Співдружності. 
[джерело?]
З часом прапор почав використовуватися замість британського королівського штандарту, коли королева відвідувала країни Співдружності, де вона не є главою держави, та з нагоди Співдружності у Великій Британії; він став символізувати королеву як голову Співдружності. Врешті-решт, практика розвинулася, коли прапор піднімають у Домі Мальборо (штаб-квартира Секретаріату Співдружності) у Лондоні, коли королева відвідує місто, а не Королівський стандарт Великої Британії.

## Співдружність
Починаючи з 1960-х років, були введені прапори для представлення королеви в різних Королівствах Співдружності. Ці прапори мають однакову основну схему: державний герб у формі банера зі знаком особистого прапора королеви. Ці прапори королева використовує лише тоді, коли вона перебуває у відповідних країнах. Представники королеви в цих країнах мають власні прапори, які їх представляють.

Канада (1962–2022)
Австралія (1962–2022)
Нова Зеландія (1962–2022)
Ямайка (1962–2022)
Барбадос (1966–2021)
Сьєрра-Леоне (1961–1971)
Тринідад і Тобаго (1966–1976)
Мальта (1967–1974)
Маврикій (1968–1992)